# Артамонова, Валентина Николаевна
Валентина Николаевна Артамонова (род. 13 декабря 1960, Нестерово, Вологодская область) — российский политический деятель, член партии «Единая Россия», заместитель губернатора Вологодской области. С 2021 года депутат Государственной думы VIII созыва.

## Биография
Валентина Артамонова родилась 13 декабря 1960 года в деревне Нестерово Сокольского района Вологодской области. В 1979 году начала работать ревизором-инспектором отдела финансирования сельского хозяйства Вологодского областного финотдела, позже заняла должность старшего ревизора-инспектора. В 1984 году окончила Ленинградский финансово-экономический институт имени Н. А. Вознесенского по специальности «Финансы и кредит», получила квалификацию экономиста. В 1985 году стала заместителем руководителя отдела финансирования сельского хозяйства бюджетного отдела финансового управления Вологодского облисполкома, начальником отдела финансов агропромышленного комплекса и заместителем начальника управления; в 1991 — заместителем начальника финансового управления администрации Вологодской области, в 1997 — заместителем начальника департамента финансов.
В 2003 году Артамонова окончила Северо-Западную академию государственной службы по специальности «государственное и муниципальное управление», получила квалификацию менеджера. В 2005 году была назначена заместителем начальника департамента финансов Вологодской области. В 2012—2013 годах исполняла обязанности начальника департамента, в декабре 2013 года стала заместителем губернатора.
19 сентября 2021 года Артамонову избрали в Государственную думу VIII созыва по Вологодскому одномандатному избирательному округу №85 от партии «Единая Россия». Она получила 34,81 % голосов (второе место занял с 22,46 % врач-нейрохирург областной клинической больницы Олег Ершов, который баллотировался от КПРФ). 
Из-за вторжения России на Украину Артамонова с 2022 года находится под санкциями Евросоюза, США, Великобритании и ряда других стран. 22 марта 2023 года украинский суд заочно приговорил Артамонову к 15 годам лишения свободы с конфискацией имущества по статье о посягательстве на территориальную целостность и неприкосновенность Украины.